# Tartigny
Tartigny est une commune française située dans le département de l'Oise, en région Hauts-de-France.

## Géographie
À environ 5 km à l'est de Breteuil, le village est accessible par la route départementale 930.
|          | Rouvroy-les-Merles | Rocquencourt           |
| Breteuil | Tartigny           | Le Mesnil-Saint-Firmin |
| Beauvoir | Chepoix            | Bacouël                |

### Hydrographie
La commune est située dans le bassin Artois-Picardie. Elle n'est drainée par aucun cours d'eau.

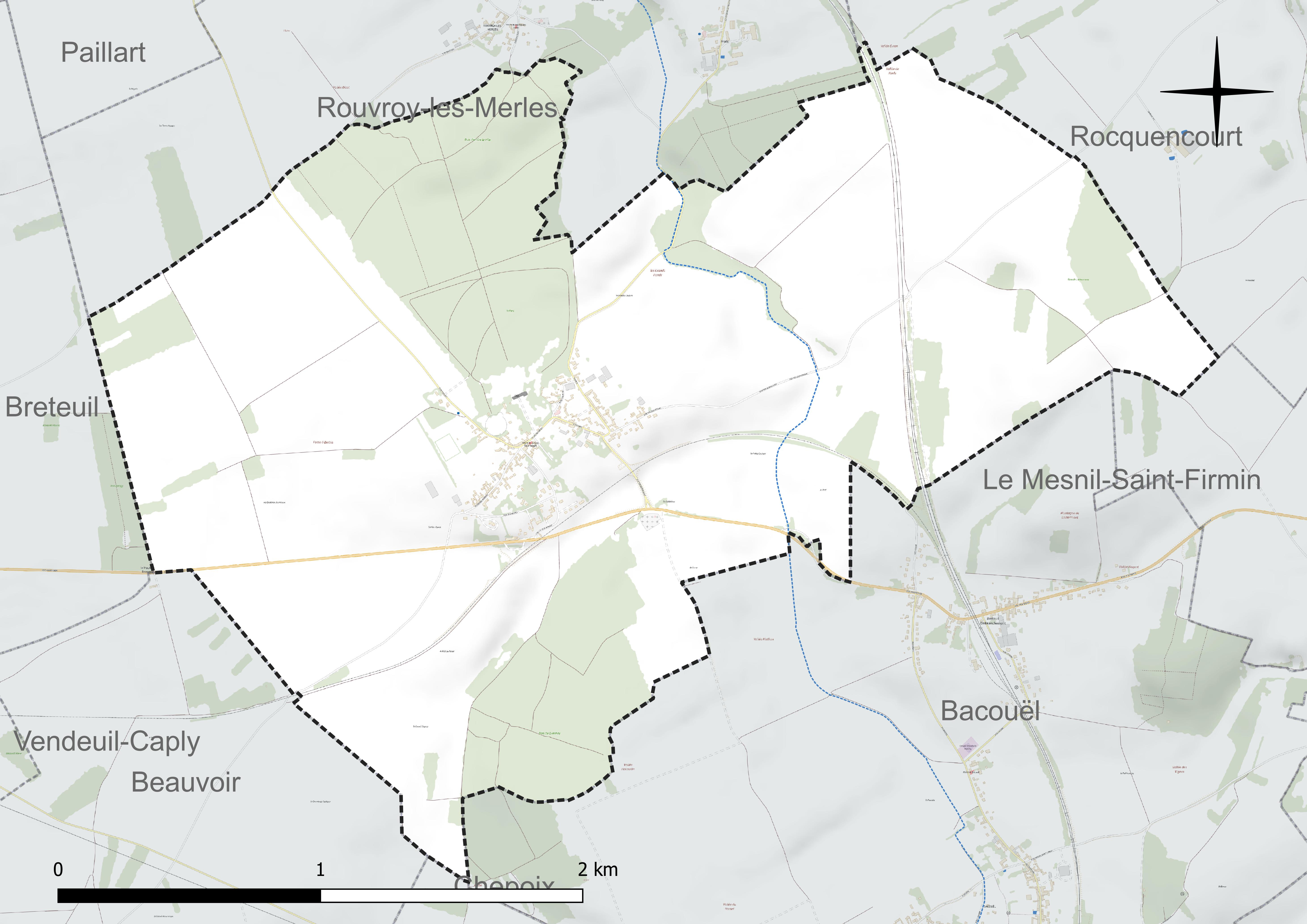
Réseau hydrographique de Tartigny.

### Climat
Pour des articles plus généraux, voir Climat des Hauts-de-France et Climat de l'Oise.
En 2010, le climat de la commune est de type climat océanique dégradé des plaines du Centre et du Nord, selon une étude du CNRS s'appuyant sur une série de données couvrant la période 1971-2000. En 2020, Météo-France publie une typologie des climats de la France métropolitaine dans laquelle la commune est exposée à un climat océanique et est dans la région climatique Nord-est du bassin Parisien, caractérisée par un ensoleillement médiocre, une pluviométrie moyenne régulièrement répartie au cours de l'année et un hiver froid (3 °C).
Pour la période 1971-2000, la température annuelle moyenne est de 10,4 °C, avec une amplitude thermique annuelle de 14,2 °C. Le cumul annuel moyen de précipitations est de 711 mm, avec 11,4 jours de précipitations en janvier et 8,2 jours en juillet. Pour la période 1991-2020, la température moyenne annuelle observée sur la station météorologique la plus proche, située sur la commune de Rouvroy-les-Merles à 2 km à vol d'oiseau, est de 10,7 °C et le cumul annuel moyen de précipitations est de 647,9 mm,. Pour l'avenir, les paramètres climatiques de la commune estimés pour 2050 selon différents scénarios d'émission de gaz à effet de serre sont consultables sur un site dédié publié par Météo-France en novembre 2022.
| Mois                                  | jan.           | fév.           | mars           | avril         | mai           | juin          | jui.           | août           | sep.          | oct.          | nov.             | déc.           | année      |
| ------------------------------------- | -------------- | -------------- | -------------- | ------------- | ------------- | ------------- | -------------- | -------------- | ------------- | ------------- | ---------------- | -------------- | ---------- |
| Température minimale moyenne (°C)     | 1,2            | 1,1            | 2,6            | 3,9           | 7,2           | 10            | 12             | 12             | 9,5           | 7,3           | 4,2              | 1,8            | 6,1        |
| Température moyenne (°C)              | 3,9            | 4,4            | 7              | 9,5           | 12,9          | 16            | 18,2           | 18,2           | 15,1          | 11,5          | 7,2              | 4,4            | 10,7       |
| Température maximale moyenne (°C)     | 6,6            | 7,7            | 11,5           | 15,2          | 18,6          | 21,9          | 24,5           | 24,5           | 20,6          | 15,6          | 10,3             | 7              | 15,3       |
| Record de froid (°C) date du record   | −18,6 07.01.09 | −12,9 07.02.12 | −11,5 13.03.13 | −6,6 07.04.21 | −3,2 03.05.21 | −2 05.06.1991 | 2,3 04.07.1990 | 2,1 08.08.1990 | −1,3 30.09.18 | −6,2 28.10.03 | −10,8 24.11.1998 | −17,2 18.12.10 | −18,6 2009 |
| Record de chaleur (°C) date du record | 15,2 27.01.03  | 20 24.02.1990  | 24,3 31.03.21  | 27,1 19.04.18 | 30,8 27.05.05 | 36,4 18.06.22 | 41,5 25.07.19  | 39,7 06.08.03  | 34,7 08.09.23 | 29,2 01.10.11 | 20,1 01.11.14    | 17 07.12.00    | 41,5 2019  |
| Précipitations (mm)                   | 52,4           | 42,9           | 46,1           | 43,2          | 57,4          | 54,2          | 59,7           | 58,1           | 49,1          | 57,8          | 57,2             | 69,8           | 647,9      |

## Urbanisme

### Typologie
Au 1er janvier 2024, Tartigny est catégorisée commune rurale à habitat dispersé, selon la nouvelle grille communale de densité à sept niveaux définie par l'Insee en 2022.
Elle est située hors unité urbaine. Par ailleurs la commune fait partie de l'aire d'attraction de Breteuil, dont elle est une commune de la couronne,. Cette aire, qui regroupe 5 communes, est catégorisée dans les aires de moins de 50 000 habitants,.

### Occupation des sols
L'occupation des sols de la commune, telle qu'elle ressort de la base de données européenne d'occupation biophysique des sols Corine Land Cover (CLC), est marquée par l'importance des territoires agricoles (74,4 % en 2018), en diminution par rapport à 1990 (75,6 %). La répartition détaillée en 2018 est la suivante :
terres arables (68,6 %), forêts (19,7 %), zones urbanisées (5,9 %), zones agricoles hétérogènes (5,8 %). L'évolution de l'occupation des sols de la commune et de ses infrastructures peut être observée sur les différentes représentations cartographiques du territoire : la carte de Cassini (XVIIIe siècle), la carte d'état-major (1820-1866) et les cartes ou photos aériennes de l'IGN pour la période actuelle (1950 à aujourd'hui).

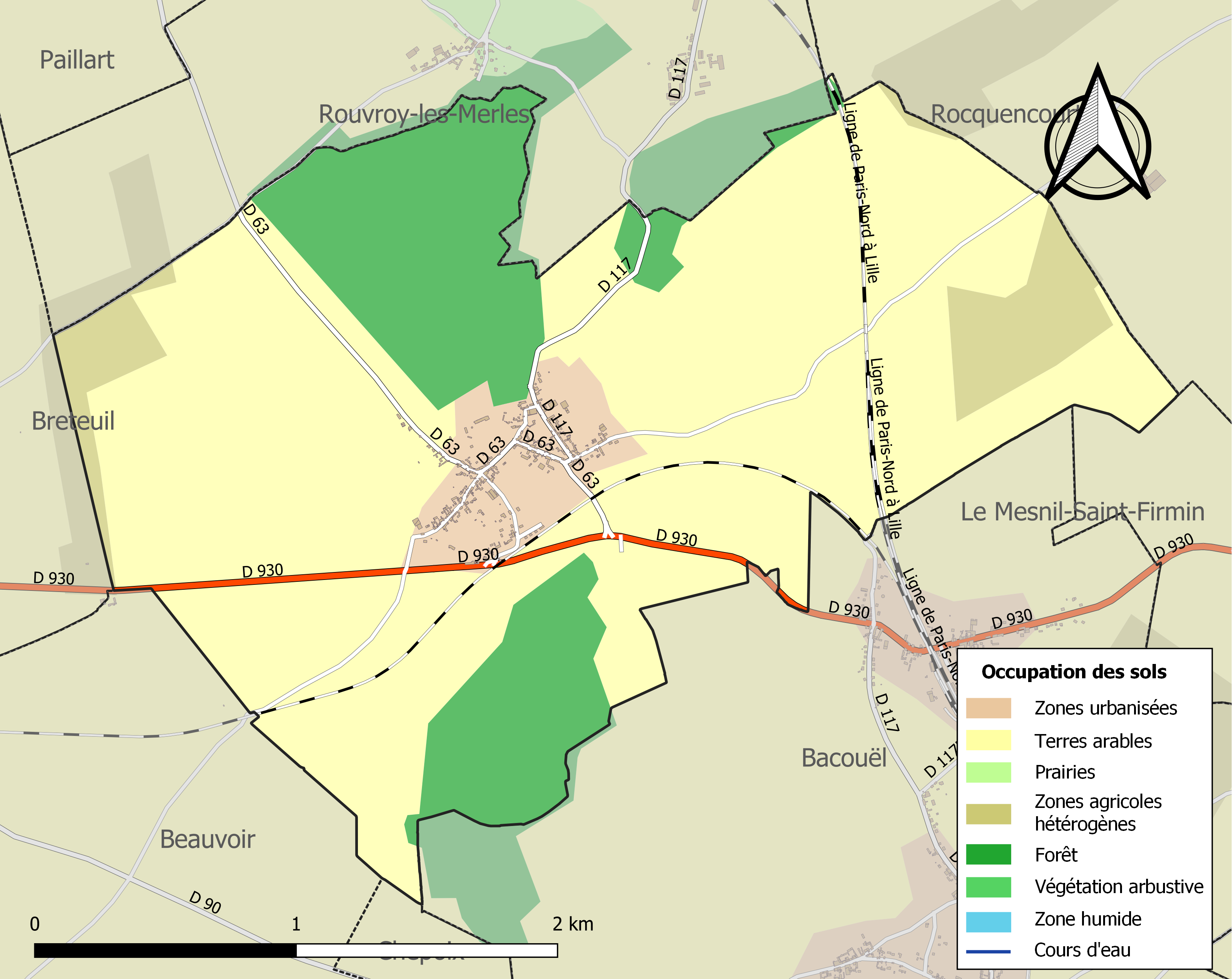
Carte des infrastructures et de l'occupation des sols de la commune en 2018 (CLC).

### Voies de communication et transports
La commune est desservie, en 2023, par les lignes 624, 6122 et 6140 du réseau interurbain de l'Oise.

## Toponymie
La commune s'est appelée « Tertiniagum » en 766[réf. nécessaire].

## Histoire
La nécropole gauloise de Tartigny a été découverte par prospection aérienne lors de la sécheresse de juin 1976 et a été fouillée à la fin de l'été 1983. Elle est datée, par les experts, de 25 000 avant Jésus-Christ. La partie fouillée comprend quatre enclos fossoyés quadrangulaires : un premier grand fossé de 18,70 m de côté renfermait en son milieu une sépulture bouleversée par des pillages, avec une dizaine de vases et un petit objet en tôle de bronze. Un deuxième enclos, plutôt légèrement trapézoïdal est accolé au côté ouest du premier.
Il avait en son centre une sépulture à incinération contenue dans une fosse quadrangulaire de 2,80 m sur 2,95 m. Neuf vases à offrandes étaient disposés au nord, ainsi qu'une pince à épiler trouvée au pied d'un autre vase. Deux petits fossés quadrangulaires de 6,20 m de côté, ne contenant pas de sépulture, étaient placés de part et d'autre des deux premiers enclos. Trois sépultures en fosse ont été étudiées autour des enclos. Il s'agit de petites sépultures à incinération qui contenaient aussi de nombreux vases et du matériel métallique. Trois des sépultures étaient entourées de quatre trous de poteaux, partiellement discernables sur la photo aérienne. Ils devaient supporter une structure bâtie que l'on suppose être des maisons funéraires en bois. On peut penser que ces édicules, parfois beaucoup plus complexes, dressés sur les tombes de personnages importants qui deviennent des "héros", sont peut-être à l'origine de sanctuaires indigènes.
Le mobilier métallique est remarquable : les pièces métalliques en fer ornent un seau en bois avec anse, cerclage, crochets et charnières ; 3 forces, 6 couteaux, 2 couteaux-rasoirs-précelles, 1 bassin en tôle de bronze, 1 anneau de bronze, 3 fibules et 1 anneau d'ambre. On note l'absence d'armes dans le rituel funéraire, alors qu'elles sont abondantes dans les sanctuaires de la même région, comme à Gournay-sur-Aronde. L'ensemble des 5 sépultures de Tartigny est daté de la phase moyenne de la période gauloise, dite de La Tène II. Les spécialistes pensent que les individus incinérés dans le secteur fouillé appartiendraient à une ou à plusieurs familles de l'aristocratie bellovaque. Tout laisse penser que, à Tartigny, certaines tombes riches pourraient être celles de druides.
La commune, instituée lors de la Révolution française, a été fugacement rattachée de 1825 à 1833 à celle de Rouvroy-les-Merles.

## Politique et administration

### Rattachements administratifs et électoraux
La commune se trouve dans l'arrondissement de Clermont du département de l'Oise. Pour l'élection des députés, elle fait partie de la première circonscription de l'Oise.
Elle faisait partie depuis 1793 du canton de Breteuil. Dans le cadre du redécoupage cantonal de 2014 en France, la commune rejoint le canton de Saint-Just-en-Chaussée.

### Intercommunalité
La commune faisait partie de la communauté de communes des Vallées de la Brèche et de la Noye créée fin 1992.
Dans le cadre des dispositions de la loi portant nouvelle organisation territoriale de la République (Loi NOTRe) du 7 août 2015, qui prévoit que les établissements publics de coopération intercommunale (EPCI) à fiscalité propre doivent avoir un minimum de 15 000 habitants, le préfet de l'Oise a publié en octobre 2015 un projet de nouveau schéma départemental de coopération intercommunale, qui prévoit la fusion de plusieurs intercommunalités, et notamment celle de Crèvecœur-le-Grand (CCC) et celle des Vallées de la Brèche et de la Noye (CCVBN), soit une intercommunalité de 61 communes pour une population totale de 27 196 habitants.
Après avis favorable de la majorité des conseils communautaires et municipaux concernés, cette intercommunalité dénommée communauté de communes de l'Oise picarde et dont la commune est désormais membre, est créée au 1er janvier 2017.

### Liste des maires
| Période                                  | Période                       | Identité                  | Étiquette              | Qualité                                    |
| ---------------------------------------- | ----------------------------- | ------------------------- | ---------------------- | ------------------------------------------ |
| Les données manquantes sont à compléter. |                               |                           |                        |                                            |
|                                          |                               | Antoine Cavé d'Haudicourt | Majorité ministérielle | Député de l'Oise (1824 → 1827)             |
| avant 1945                               |                               | Fernand Moreau            |                        |                                            |
| Les données manquantes sont à compléter. |                               |                           |                        |                                            |
| avant 1988                               | 1996                          | René Leroy                |                        |                                            |
| avant 1996                               | 2001                          | Claude Crinon             |                        | Chef d'entreprise                          |
| mars 2001                                | 2008                          | Paul Thoma                |                        | Agriculteur                                |
| 2008                                     | En cours (au 19 octobre 2014) | Pierre Masschelein        |                        | Agriculteur Réélu pour le mandat 2014-2020 |

## Population et société

### Démographie

#### Évolution démographique
L'évolution du nombre d'habitants est connue à travers les recensements de la population effectués dans la commune depuis 1793. Pour les communes de moins de 10 000 habitants, une enquête de recensement portant sur toute la population est réalisée tous les cinq ans, les populations de référence des années intermédiaires étant quant à elles estimées par interpolation ou extrapolation. Pour la commune, le premier recensement exhaustif entrant dans le cadre du nouveau dispositif a été réalisé en 2004.

En 2022, la commune comptait 253 habitants, en évolution de −9,96 % par rapport à 2016 (Oise : +0,87 %, France hors Mayotte : +2,11 %).
| 1793 | 1800 | 1806 | 1821 | 1831 | 1836 | 1841 | 1846 | 1851 |
| ---- | ---- | ---- | ---- | ---- | ---- | ---- | ---- | ---- |
| 275  | 274  | 312  | 287  | 430  | 302  | 304  | 322  | 316  |

| 1856 | 1861 | 1866 | 1872 | 1876 | 1881 | 1886 | 1891 | 1896 |
| ---- | ---- | ---- | ---- | ---- | ---- | ---- | ---- | ---- |
| 306  | 294  | 271  | 270  | 241  | 257  | 245  | 232  | 249  |

| 1901 | 1906 | 1911 | 1921 | 1926 | 1931 | 1936 | 1946 | 1954 |
| ---- | ---- | ---- | ---- | ---- | ---- | ---- | ---- | ---- |
| 251  | 226  | 215  | 259  | 240  | 242  | 254  | 297  | 238  |

| 1962 | 1968 | 1975 | 1982 | 1990 | 1999 | 2004 | 2006 | 2009 |
| ---- | ---- | ---- | ---- | ---- | ---- | ---- | ---- | ---- |
| 264  | 298  | 276  | 209  | 202  | 229  | 242  | 237  | 258  |

| 2014 | 2019 | 2022 | - | - | - | - | - | - |
| ---- | ---- | ---- | - | - | - | - | - | - |
| 281  | 259  | 253  | - | - | - | - | - | - |

#### Pyramide des âges
La population de la commune est relativement jeune.
En 2018, le taux de personnes d'un âge inférieur à 30 ans s'élève à 35,9 %, soit en dessous de la moyenne départementale (37,3 %). À l'inverse, le taux de personnes d'âge supérieur à 60 ans est de 28,2 % la même année, alors qu'il est de 22,8 % au niveau départemental.
En 2018, la commune comptait 130 hommes pour 136 femmes, soit un taux de 51,13 % de femmes, légèrement supérieur au taux départemental (51,11 %).
Les pyramides des âges de la commune et du département s'établissent comme suit.
| Hommes | Classe d’âge | Femmes |
| ------ | ------------ | ------ |
| 0,8    | 90 ou +      | 0,8    |
| 8,7    | 75-89 ans    | 11,4   |
| 16,5   | 60-74 ans    | 18,2   |
| 19,7   | 45-59 ans    | 16,7   |
| 18,1   | 30-44 ans    | 17,4   |
| 17,3   | 15-29 ans    | 17,4   |
| 18,9   | 0-14 ans     | 18,2   |

| Hommes | Classe d’âge | Femmes |
| ------ | ------------ | ------ |
| 0,5    | 90 ou +      | 1,4    |
| 5,5    | 75-89 ans    | 7,6    |
| 15,6   | 60-74 ans    | 16,3   |
| 20,8   | 45-59 ans    | 20     |
| 19,4   | 30-44 ans    | 19,4   |
| 17,6   | 15-29 ans    | 16,2   |
| 20,6   | 0-14 ans     | 19,1   |

### Enseignement
Les enfants de la commune sont scolarisés depuis 2016 à Bacouël, au sein du regroupement pédagogique intercommunal qui rassemble les communes de Bacouël, Tartigny, le Mesnil-Saint-Firmin, Rocquencourt, Sérivillers, Broyes et Plainville.
Ce RPI qui comptait quatre classes à Bacouël (maternelle moyenne et grande section, CP, CM1, CM2), une classe à Broyes (CE2, CM1), une classe à Plainville (CE1, CE2) et une classe à Tartigny (maternelle petite section) se transforme à la rentrée 2018-2019 en regroupement pédagogique concentré, grâce à la construction à Bacouël de nouveaux locaux où tous les enfants seront accueillis. Cette école, dite « La Malvina » de sept classes comprend également une restauration scolaire. Le coût de cette extension du bâtiment existant s'est élevé à 1,7 million d'euros, dont 1 M€ financé par l'Etat, 216 000 € de la région et 377 000 € du département. Un transport scolaire est assuré matin et soir vers chaque commune. Un accueil périscolaire à partir de 7 h 30 et jusqu'à 18 h 30,.

## Culture locale et patrimoine

### Lieux et monuments
- Château* (XVIe et XIXe siècles) : édifice moderne dans son ensemble avec certaines parties du XVIe siècle ainsi qu'une haute tour, propriété de la famille de Baudus. Le parc avec possède un curieux potager circulaire. Le décor extérieur, la tourelle, le pavillon, le colombier et le jardin potager sont inscrits monument historique depuis 1998[32]. Le parc et le jardin peuvent être visités lors des journées du patrimoine et de Jardins en scènes[33].
- Église Saint-Martin : le chœur et le transept sont d'époque Renaissance (1555) ; le portail, la nef et le clocher datent de 1833 ; à l'intérieur, statue équestre et poutre de gloire.
- Chapelle dans le cimetière.
- Calvaire, devant l'église Saint-Martin.
- Monument aux morts.

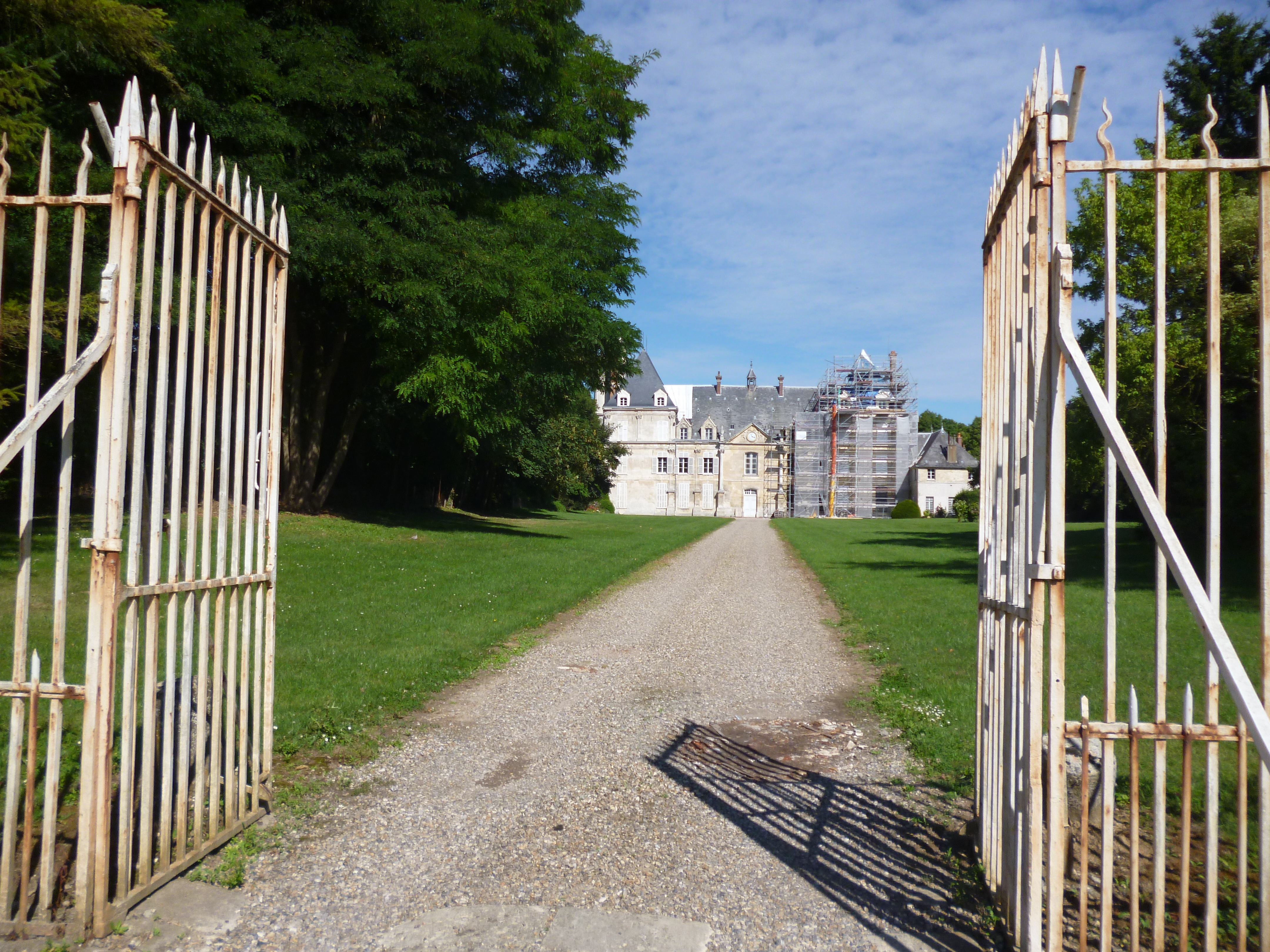
Le château de Tartigny, en restauration, août 2013.
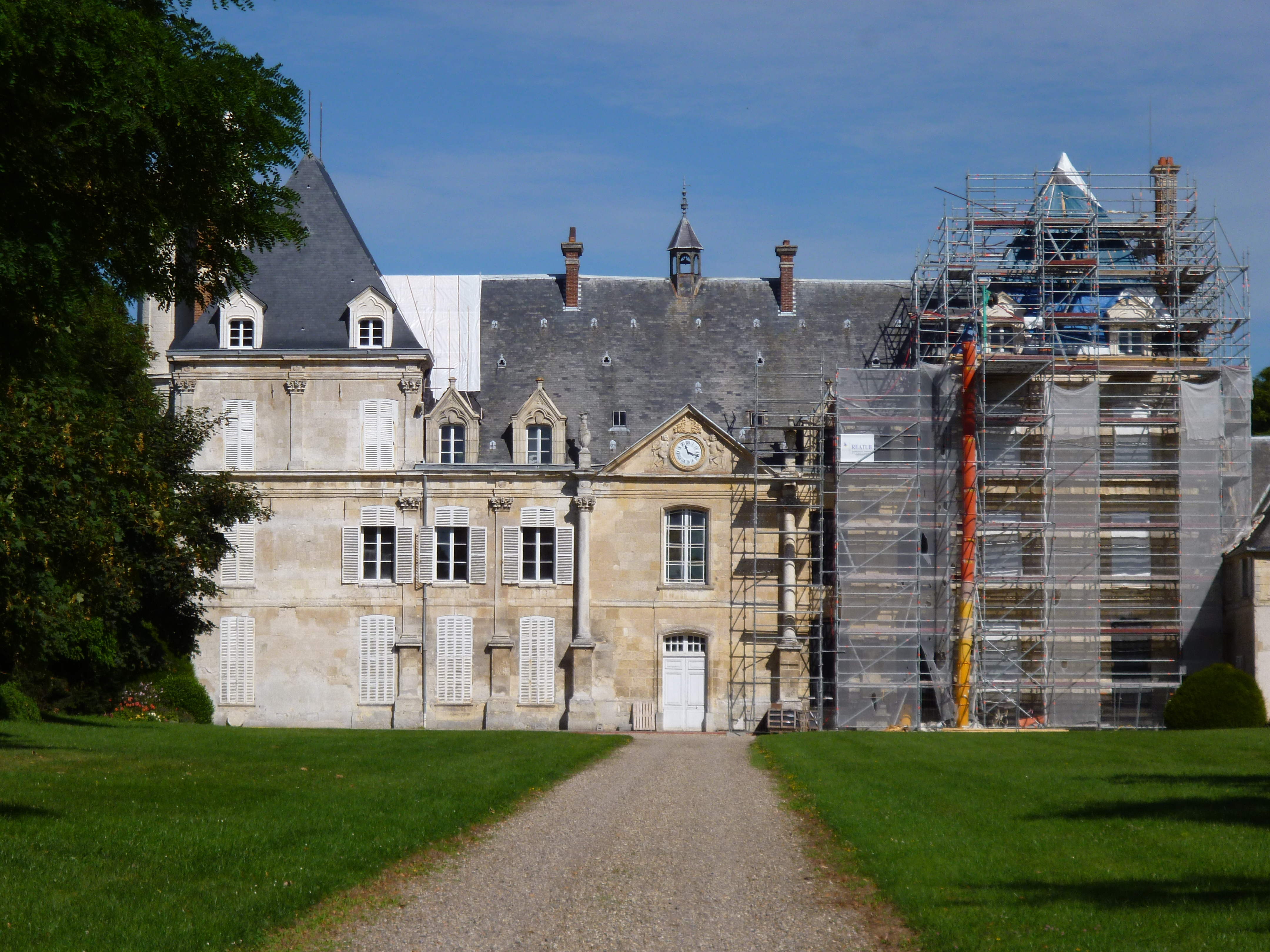
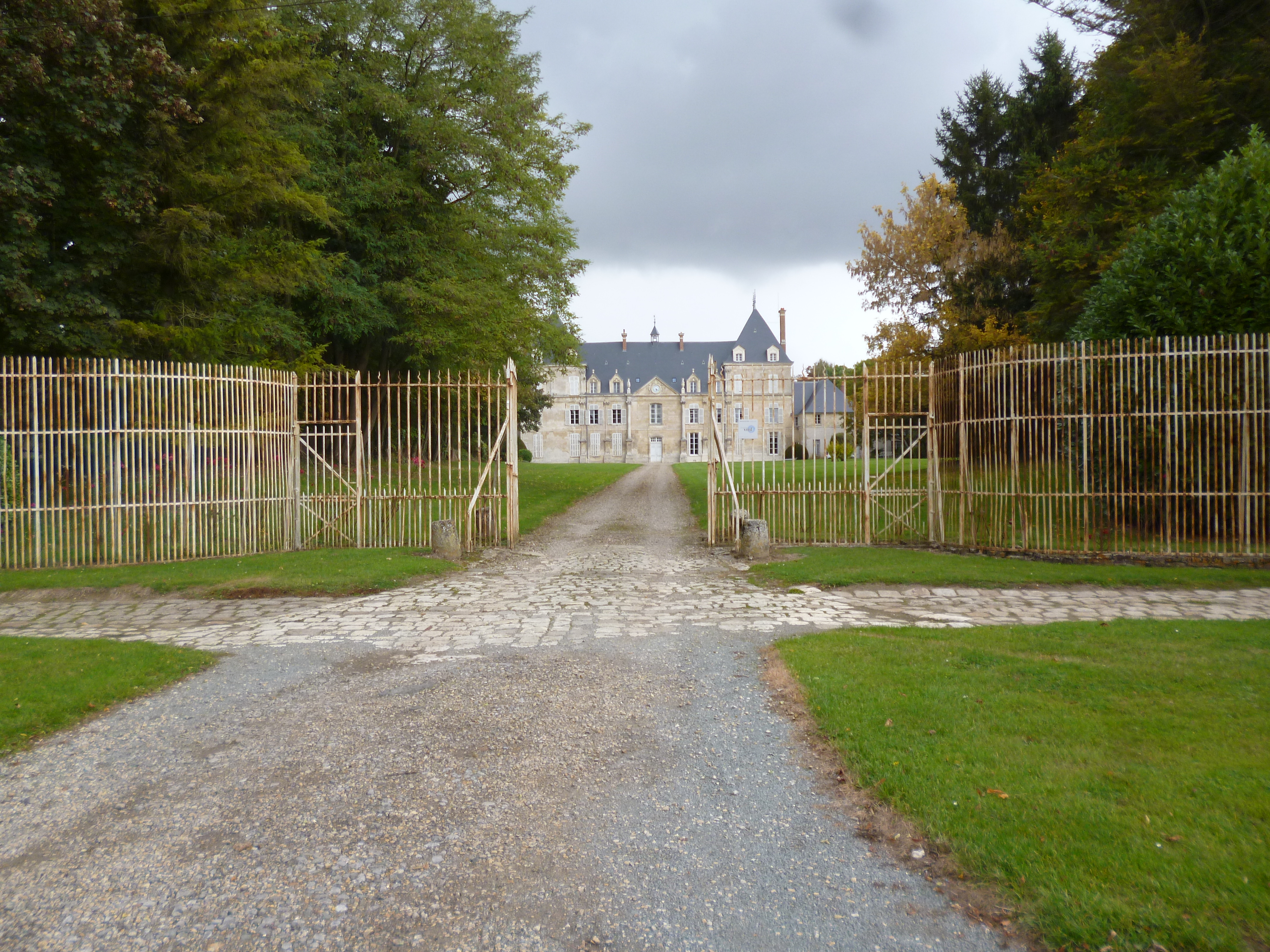

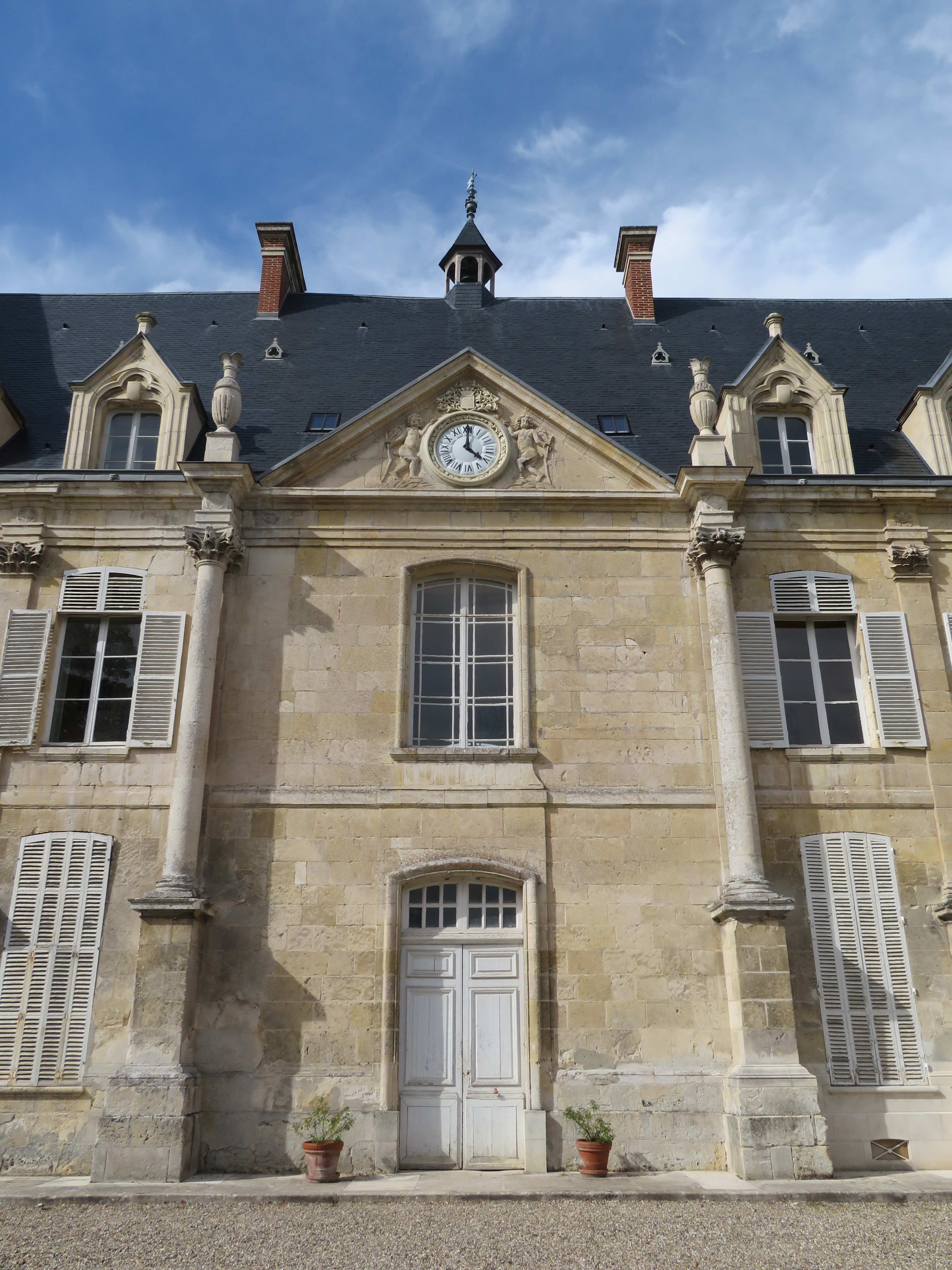
Château de Tartigny

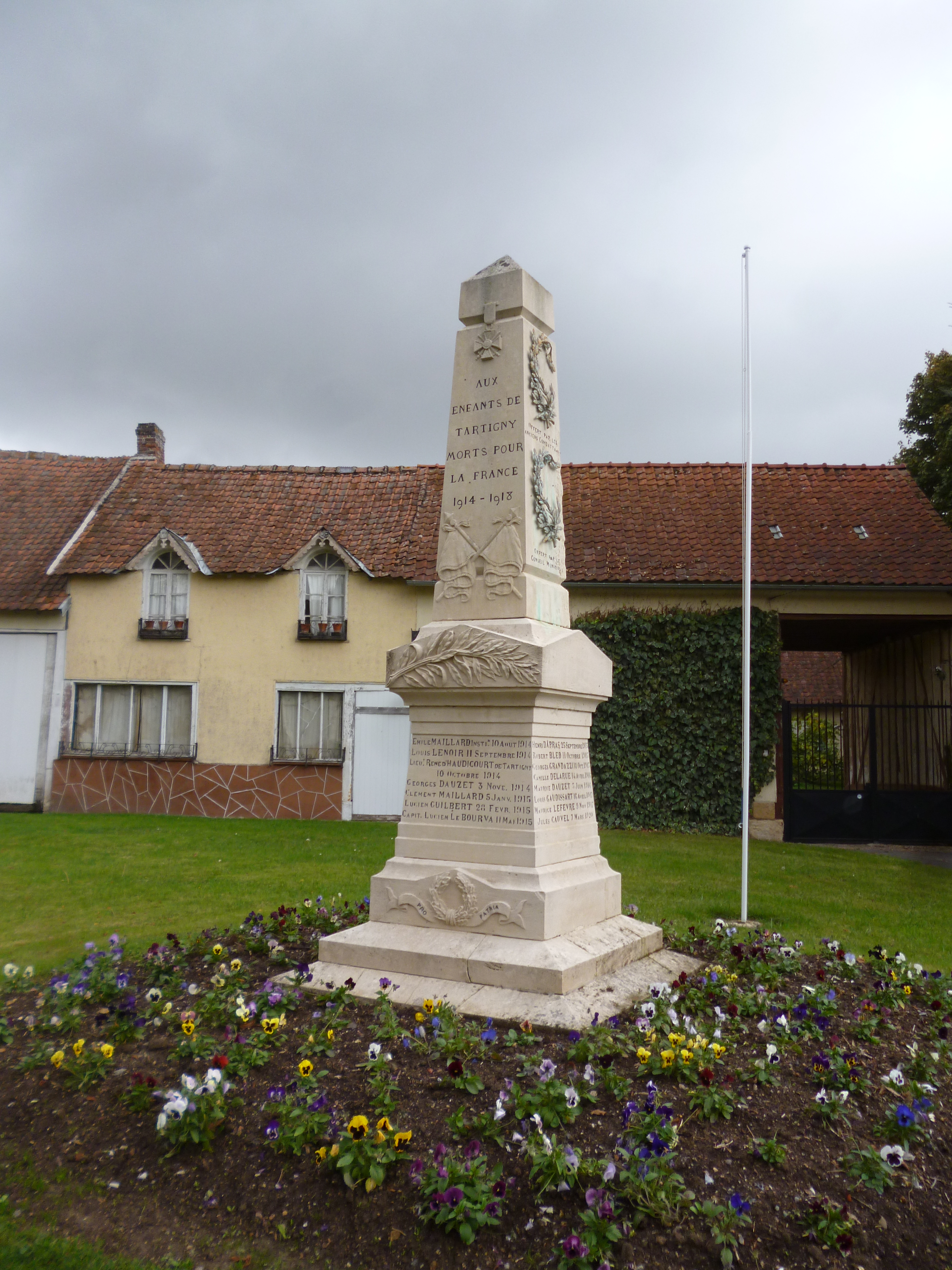
Le monument aux morts.
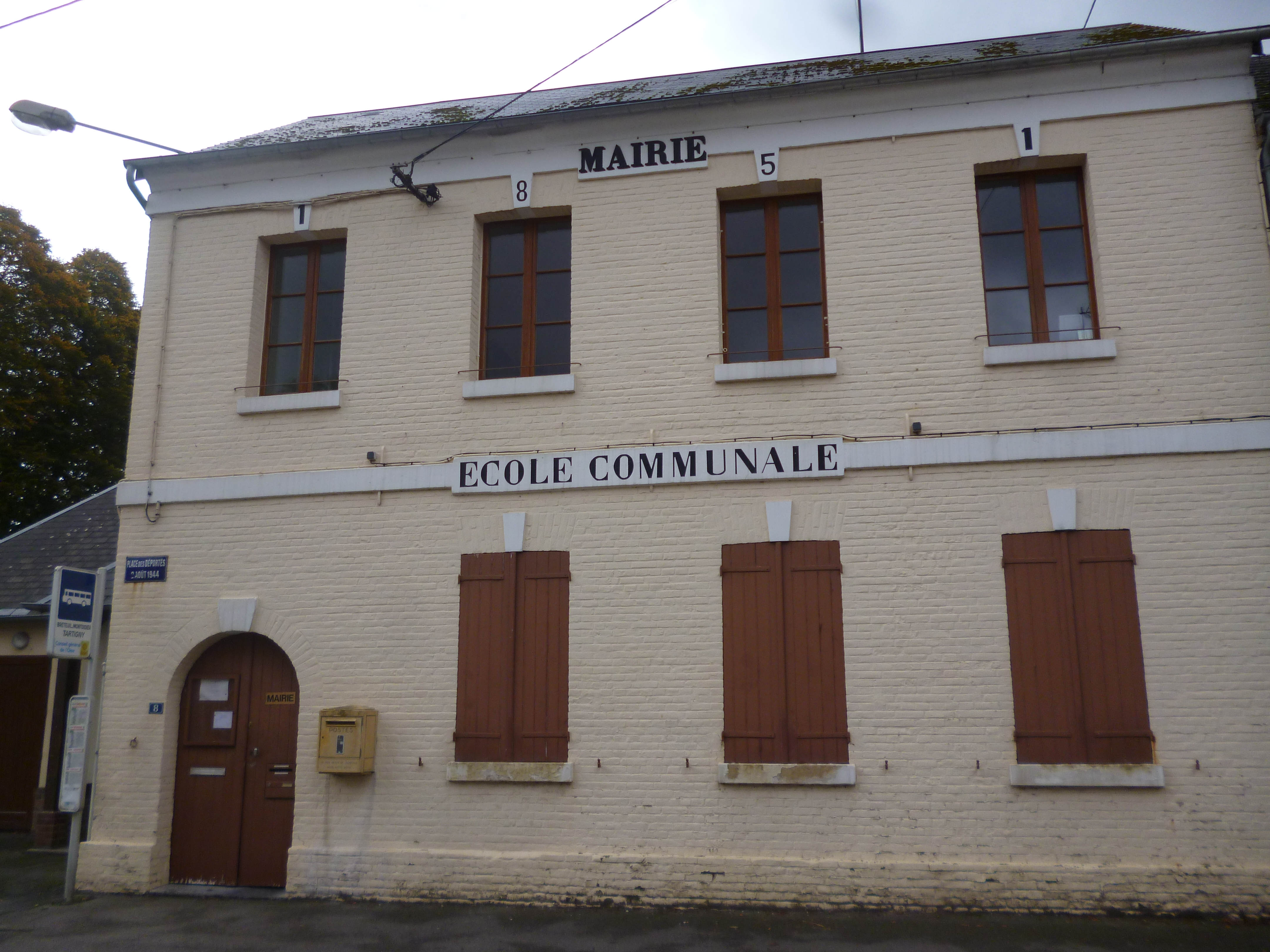
La mairie et l'école.
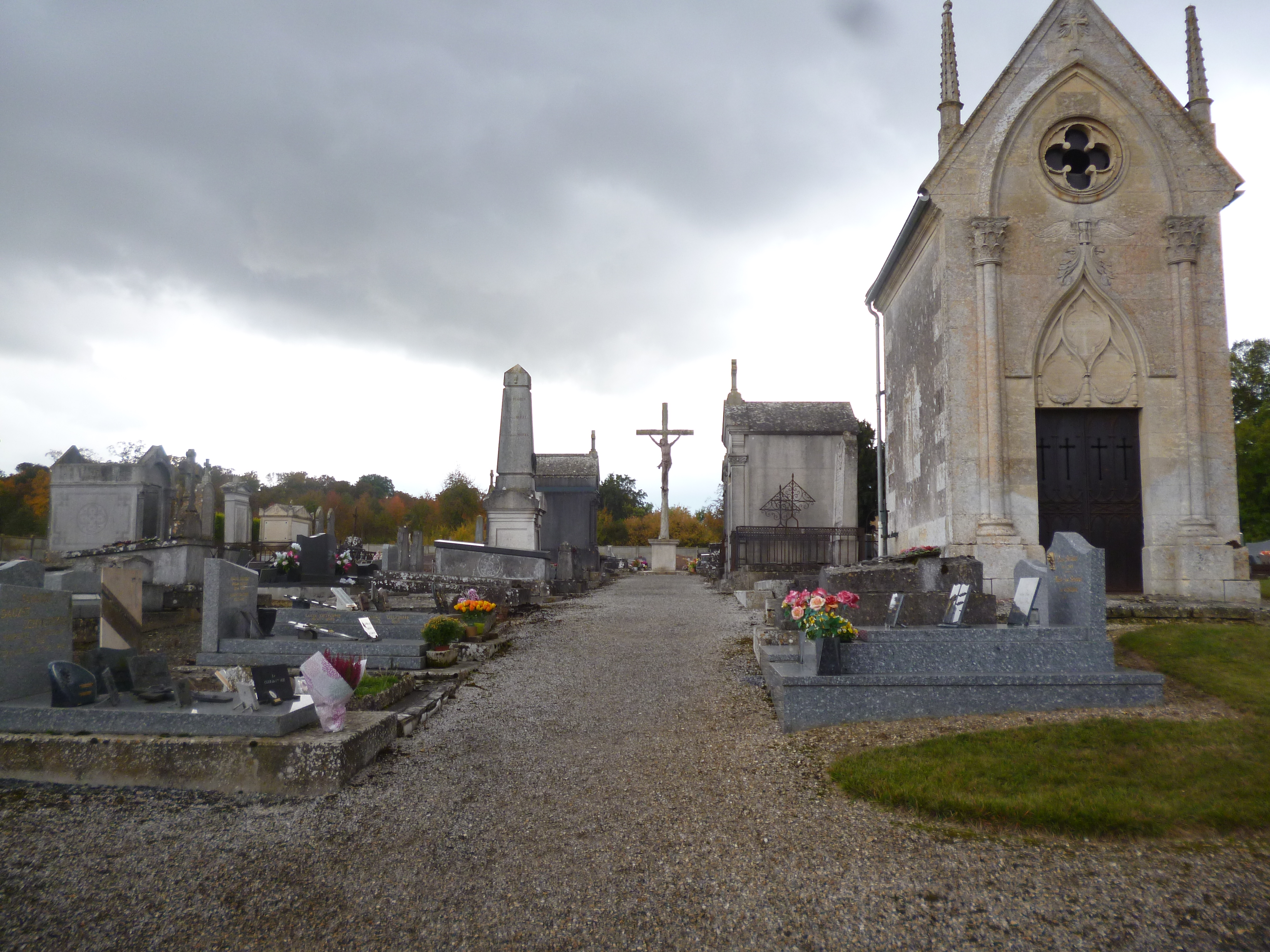
Le cimetière.
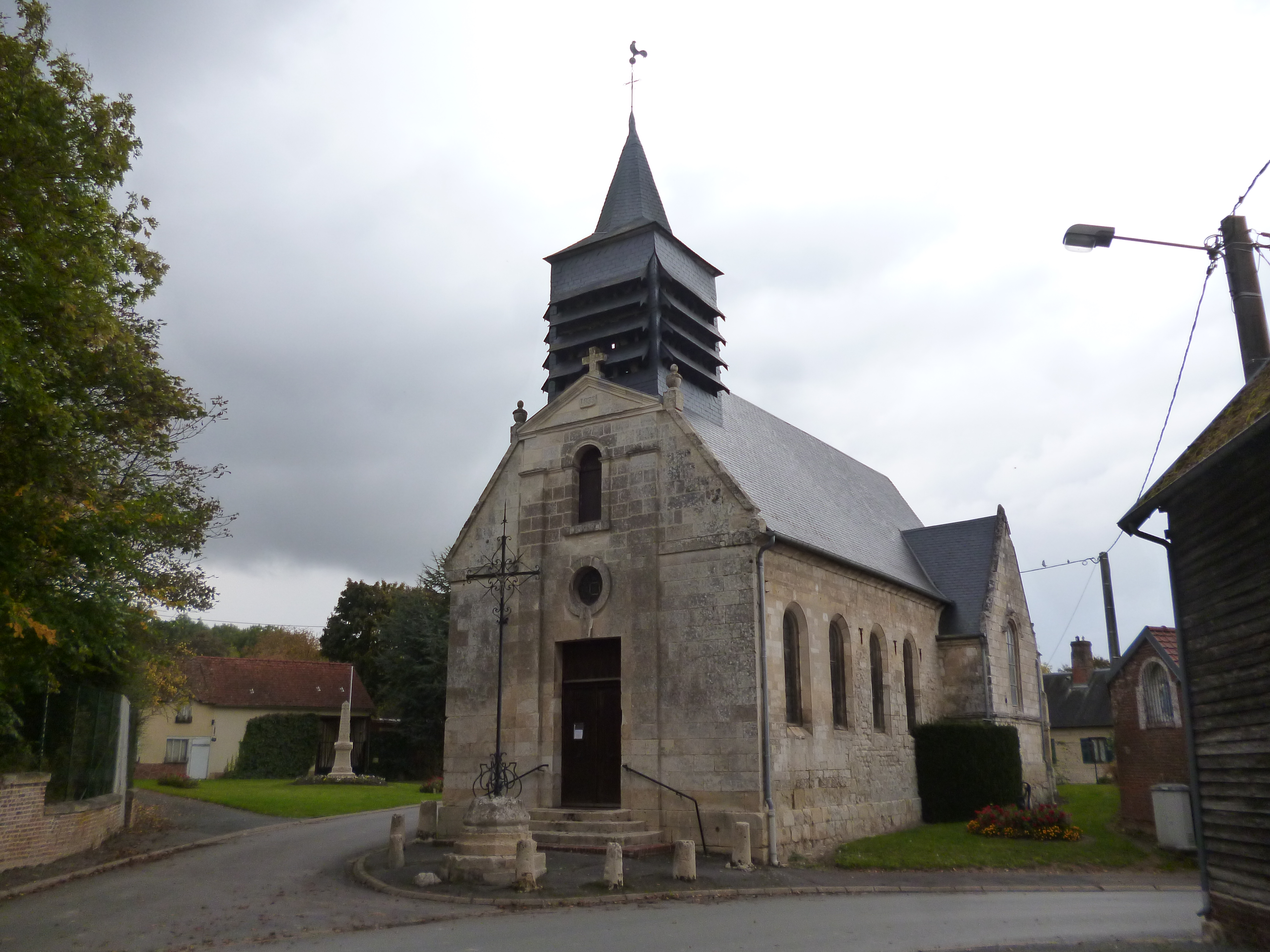
L'église Saint-Martin.
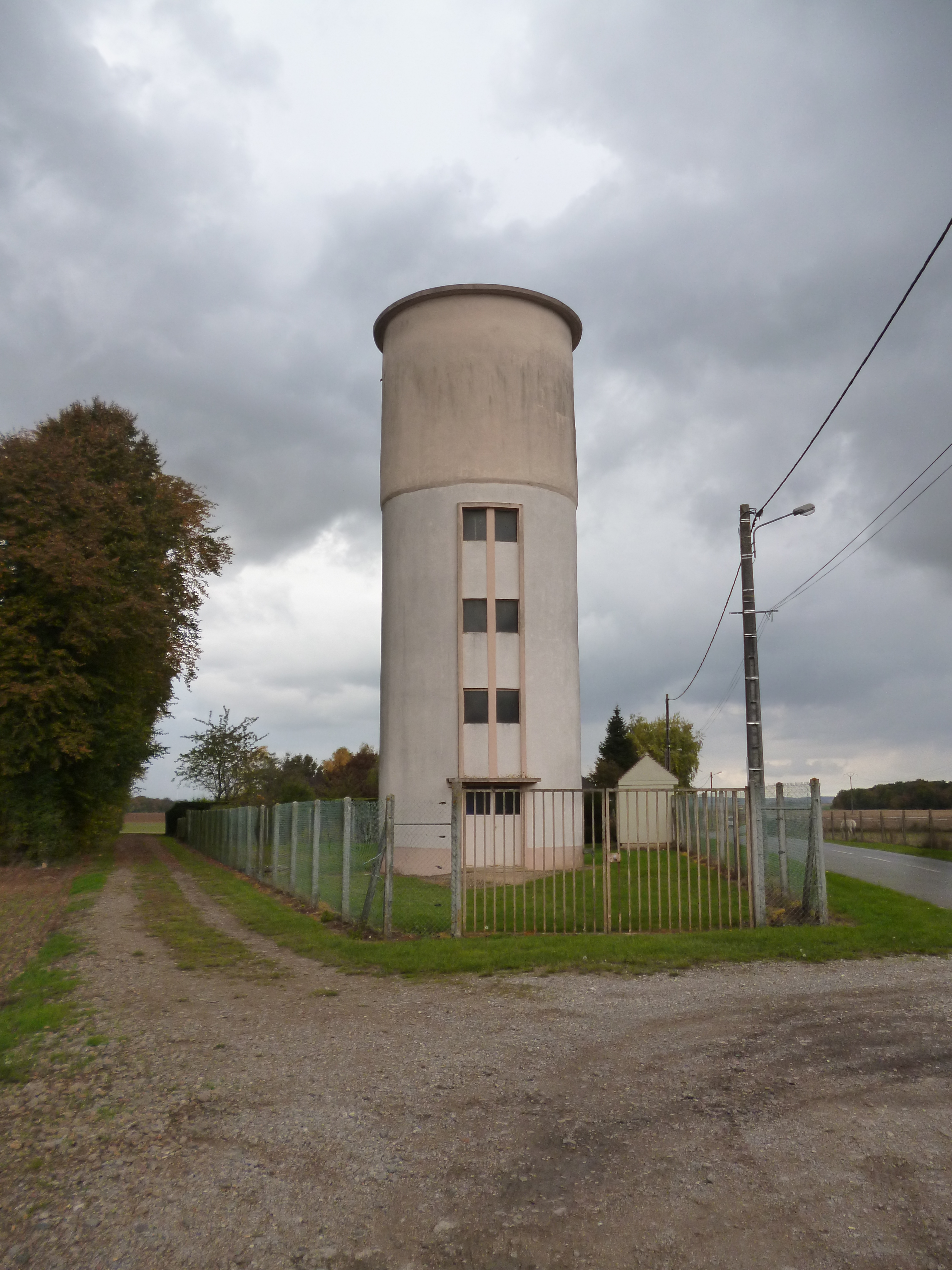
Le château d'eau.
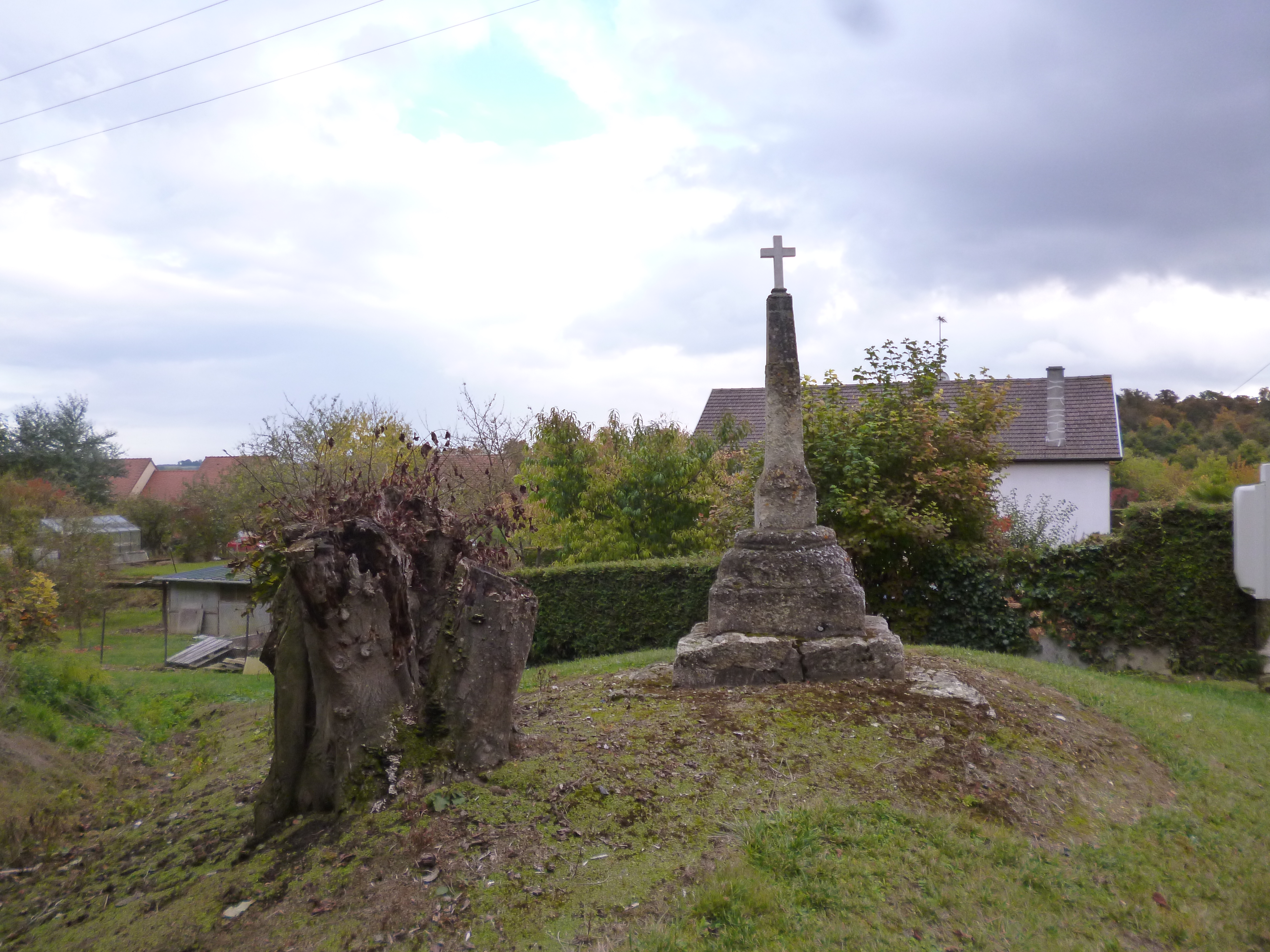
La croix Robert.
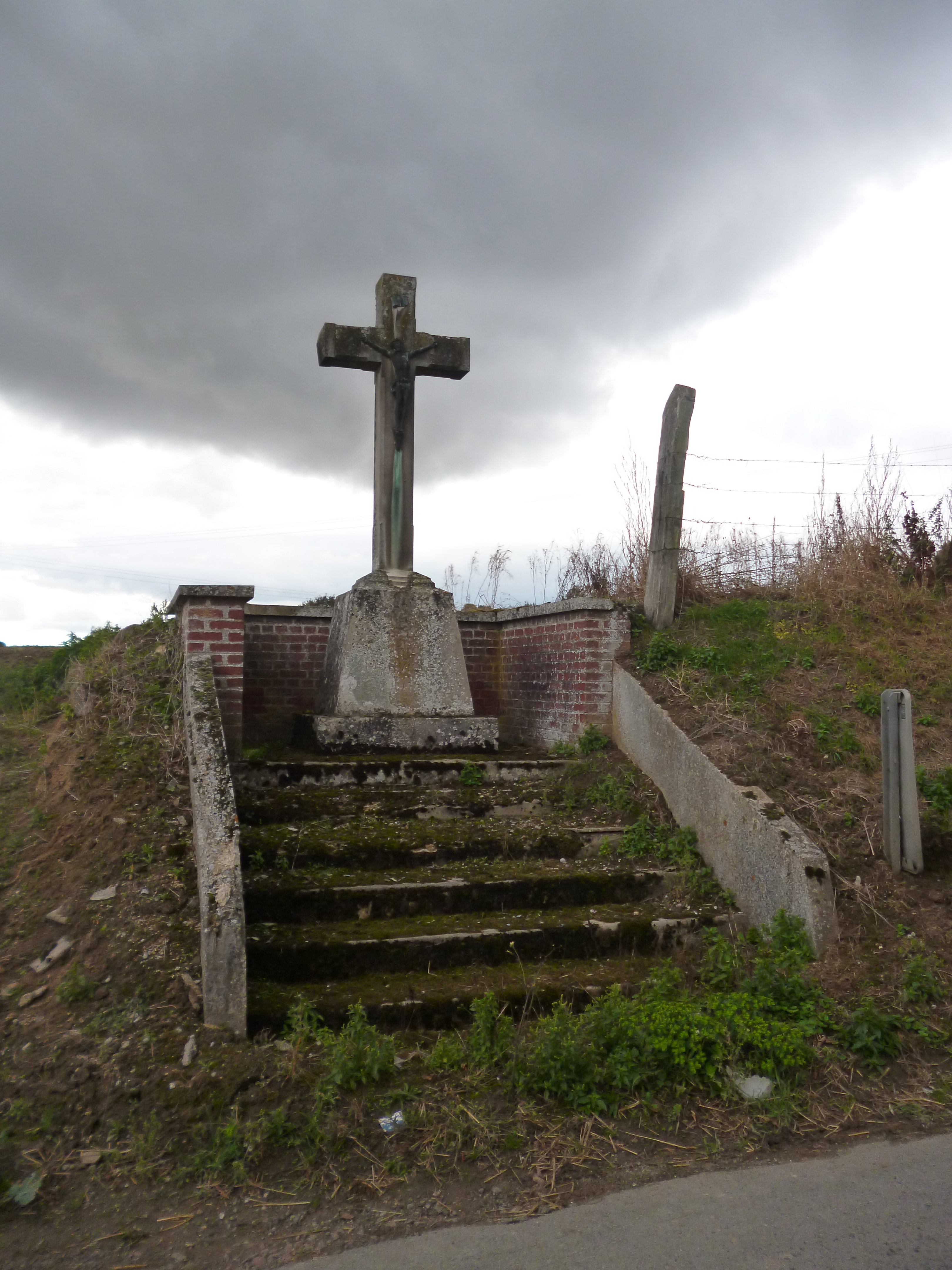
Une croix de chemin.

*Ce château est le décor d'un son et lumière produit par l'Association Culture et Co et mis en scène par Léo Dany. Ce son et lumière s'intitule Du feu à la Lumière et raconte l'histoire de France à travers celle de Tartigny et de l'Oise en partant de la préhistoire à l'ère Néolithique jusqu'à la libération de 1945, village libéré par les anglais. Joué par 80 figurants et d'une durée de 90 minutes, il est clôturé par un feu d'artifice. La première édition, le 21 juillet 2018, a rassemblé plus de 800 spectateurs. Une seconde édition était programmée sur deux dates les 17 et 18 juillet 2020,mais l'association a annulé cette nouvelle édition à cause de la pandémie liée à la crise COVID. La prochaine édition est programmée le 2 juillet 2022.

### Personnalités liées à la commune
- Antoine-Claude-Jean Cavé d'Haudicourt (1781-1839), homme politique, maire de Tartigny.
- Maison de Laval-Tartigny

### Héraldique
|  | Les armes de la commune se blasonnent ainsi : De gueules à la foi d'argent issant de deux nuées du même mouvant des flancs, soutenant trois épis de blé d'or, deux passées en sautoir et le troisième posé en pal. |